# Helmut Müller
Helmut Müller (Steinach, 17 marzo 1937) è un ex calciatore tedesco orientale dal 1990 tedesco, di ruolo attaccante.

## Palmarès

### Club

#### Competizioni nazionali
- Campionato tedesco orientale: 1

Carl Zeiss Jena: 1962-1963
- Coppa della Germania Est: 1

Carl Zeiss Jena: 1960